# ستيف ديفين
ستيف ديفين (بالإنجليزية: Steve Devine)‏ هو لاعب كرة قدم بريطاني، ولد في 11 ديسمبر 1964. لعب مع ستوكبورت كونتي ونادي هيرفورد ووولفرهامبتون واندررز.